# Municipio de Coxquihui
El municipio de Coxquihui es uno de los 212 municipios en que se encuentra dividido el estado mexicano de Veracruz. Su cabecera es la población del mismo nombre.

## Geografía
El municipio se encuentra localizado en la nornoroeste del estado de Veracruz, en la Región Totonaca y en los límites con el estado de Puebla. Tiene una extensión territorial de 80.66 kilómetros cuadrados que representan el 0.11 % de la extensión total de Veracruz. Sus coordenadas geográficas extremas son 20°9′ - 20°16′ de latitud norte y 97°29′ - 97°38′ de longitud oeste, y su altitud va de un mínimo de 50 a un máximo de 600 metros sobre el nivel del mar.
El territorio de Coxquihui limita al oeste con el municipio de Mecatlán, el municipio de Chumatlán y el municipio de Coyutla, al norte y al oeste limita con el municipio de Espinal, y al sur con el municipio de Zozocolco de Hidalgo; al suroeste limita con el estado de Puebla, en específico con el municipio de Olintla y el municipio de Huehuetla.

## Demografía
De acuerdo a los resultados del Censo de Población y Vivienda de 2020 realizado por el Instituto Nacional de Estadística y Geografía, la población total del municipio de Coxquihui asciende a 16 333 personas, de las que 8 431 son mujeres y 7 902 son hombres.
La densidad poblacional es de 192.07 habitantes por kilómetro cuadrado.

### Localidades
El municipio incluye en su territorio un total de 28 localidades. Las principales, considerando su población del censo de 2020 son:
| Localidad            | Población |
| Total Municipio      | 16 333    |
| Coxquihui            | 4 561     |
| Cuauhtémoc (El Jobo) | 1 356     |
| Sabanas de Xalostoc  | 1 208     |
| Ojite de Matamoros   | 1 095     |
| Arenal               | 1 088     |
| Adolfo Ruiz Cortines | 1 025     |
| José María Morelos   | 903       |

## Política

### Representación legislativa
Para la elección de diputados locales al Congreso de Veracruz y de diputados federales a la Cámara de Diputados federal, el municipio de Coxquihui se encuentra integrado en los siguientes distritos electorales:
Local:
- Distrito electoral local de 6 de Veracruz con cabecera en Papantla de Olarte.[4]

Federal:
- Distrito electoral federal 6 de Veracruz con cabecera en Papantla de Olarte.[5]